# Bahnstrecke Mont-sur-Meurthe–Bruyères
| Mont-sur-Meurthe, Juli 2016 |                      |                                                        |                                                        |
| Streckennummer (SNCF): | 065 000              |                                                        |                                                        |
| Kursbuchstrecke (SNCF): | 237                  |                                                        |                                                        |
| Streckenlänge: | 54,6 km              |                                                        |                                                        |
| Spurweite: | 1435 mm (Normalspur) |                                                        |                                                        |
| Maximale Neigung: | 15 ‰                 |                                                        |                                                        |
| |                      |                                                        |                                                        |
| \| \| \| Bahnstrecke Paris–Strasbourg von Strasbourg \| \| \| \| 380,4 0,0 \| Mont-sur-Meurthe \| 222 m \| \| \| \| Bahnstrecke Paris–Strasbourg nach Bahnhof Paris-Est \| \| \| \| 0,5 \| Maas (144 m) \| Maas (144 m) \| \| \| 3,3 \| Xermaménil-Lamath \| 224 m \| \| \| 9,7 \| Gerbéviller \| 253 m \| \| \| 14,6 \| Mortagne (42 m) \| Mortagne (42 m) \| \| \| 15,0 \| Moyen \| 247 m \| \| \| 17,2 \| Mortagne (54 m) \| Mortagne (54 m) \| \| \| 17,3 \| Vallois \| 242 m \| \| \| 18,7 \| Magnières \| 250 m \| \| \| ~21,5 \| Département Meurthe-et-Moselle/Vosges \| Département Meurthe-et-Moselle/Vosges \| \| \| 21,9 \| Deinvillers \| 256 m \| \| \| 25,4 \| Roville-Saint-Maurice \| 267 m \| \| \| 28,5 \| Romont \| 269 m \| \| \| \| Bahnstrecke Charmes–Rambervillers von Charmes (Vosges) \| \| \| \| 32,2 \| Padozel (12 m) \| Padozel (12 m) \| \| \| 32,7 \| Rambervillers \| 289 m \| \| \| ~32,7 \| D 159B (ehem. N 59bis) \| D 159B (ehem. N 59bis) \| \| \| 33,2 \| Mortagne (2× 16 m) \| Mortagne (2× 16 m) \| \| \| 33,9 \| Blanchifontaine \| 302 m \| \| \| 340. \| Ausbauende \| Ausbauende \| \| \| 35,9 \| Jeanménil \| 305 m \| \| \| 39,6 \| Autrey-Sainte-Hélène \| 320 m \| \| \| 39,9 \| Mortagne (13 m) \| Mortagne (13 m) \| \| \| 43,1 \| Fremifontaine \| 340 m \| \| \| 46,5 \| Mortagne (13 m) \| Mortagne (13 m) \| \| \| 47,5 \| Brouvelieures \| 370 m \| \| \| 50,0 \| Belmont \| 411 m \| \| \| 54,1 \| Bahnstrecke Arches–Saint-Dié nach Saint-Dié \| Bahnstrecke Arches–Saint-Dié nach Saint-Dié \| \| \| 54,6 19,3 \| Bruyères (Vosges) \| 463 m \| \| \| \| Bahnstrecke Arches–Saint-Dié nach Arches und Épinal \| \| |                      |                                                        |                                                        |
| Strecke |                      | Bahnstrecke Paris–Strasbourg von Strasbourg            | Bahnstrecke Paris–Strasbourg von Strasbourg            |
| Bahnhof | 380,4 0,0            | Mont-sur-Meurthe                                       | 222 m                                                  |
| Abzweig ehemals geradeaus und nach rechts |                      | Bahnstrecke Paris–Strasbourg nach Bahnhof Paris-Est    | Bahnstrecke Paris–Strasbourg nach Bahnhof Paris-Est    |
| Brücke über Wasserlauf (Strecke außer Betrieb) | 0,5                  | Maas (144 m)                                           | Maas (144 m)                                           |
| Bahnhof (Strecke außer Betrieb) | 3,3                  | Xermaménil-Lamath                                      | 224 m                                                  |
| Bahnhof (Strecke außer Betrieb) | 9,7                  | Gerbéviller                                            | 253 m                                                  |
| Brücke über Wasserlauf (Strecke außer Betrieb) | 14,6                 | Mortagne (42 m)                                        | Mortagne (42 m)                                        |
| Bahnhof (Strecke außer Betrieb) | 15,0                 | Moyen                                                  | 247 m                                                  |
| Brücke über Wasserlauf (Strecke außer Betrieb) | 17,2                 | Mortagne (54 m)                                        | Mortagne (54 m)                                        |
| Haltepunkt / Haltestelle (Strecke außer Betrieb) | 17,3                 | Vallois                                                | 242 m                                                  |
| Bahnhof (Strecke außer Betrieb) | 18,7                 | Magnières                                              | 250 m                                                  |
| Grenze (Strecke außer Betrieb) | ~21,5                | Département Meurthe-et-Moselle/Vosges                  | Département Meurthe-et-Moselle/Vosges                  |
| Haltepunkt / Haltestelle (Strecke außer Betrieb) | 21,9                 | Deinvillers                                            | 256 m                                                  |
| Bahnhof (Strecke außer Betrieb) | 25,4                 | Roville-Saint-Maurice                                  | 267 m                                                  |
| Haltepunkt / Haltestelle (Strecke außer Betrieb) | 28,5                 | Romont                                                 | 269 m                                                  |
| Abzweig geradeaus und von rechts (Strecke außer Betrieb) |                      | Bahnstrecke Charmes–Rambervillers von Charmes (Vosges) | Bahnstrecke Charmes–Rambervillers von Charmes (Vosges) |
| Brücke über Wasserlauf (Strecke außer Betrieb) | 32,2                 | Padozel (12 m)                                         | Padozel (12 m)                                         |
| Bahnhof (Strecke außer Betrieb) | 32,7                 | Rambervillers                                          | 289 m                                                  |
| Bahnübergang (Strecke außer Betrieb) | ~32,7                | D 159B (ehem. N 59bis)                                 | D 159B (ehem. N 59bis)                                 |
| Brücke über Wasserlauf (Strecke außer Betrieb) | 33,2                 | Mortagne (2× 16 m)                                     | Mortagne (2× 16 m)                                     |
| Haltepunkt / Haltestelle (Strecke außer Betrieb) | 33,9                 | Blanchifontaine                                        | 302 m                                                  |
| | 340.                 | Ausbauende                                             | Ausbauende                                             |
| Bahnhof (Strecke außer Betrieb) | 35,9                 | Jeanménil                                              | 305 m                                                  |
| Bahnhof (Strecke außer Betrieb) | 39,6                 | Autrey-Sainte-Hélène                                   | 320 m                                                  |
| Brücke über Wasserlauf (Strecke außer Betrieb) | 39,9                 | Mortagne (13 m)                                        | Mortagne (13 m)                                        |
| Haltepunkt / Haltestelle (Strecke außer Betrieb) | 43,1                 | Fremifontaine                                          | 340 m                                                  |
| Brücke über Wasserlauf (Strecke außer Betrieb) | 46,5                 | Mortagne (13 m)                                        | Mortagne (13 m)                                        |
| Bahnhof (Strecke außer Betrieb) | 47,5                 | Brouvelieures                                          | 370 m                                                  |
| Haltepunkt / Haltestelle (Strecke außer Betrieb) | 50,0                 | Belmont                                                | 411 m                                                  |
| Abzweig ehemals geradeaus und von links | 54,1                 | Bahnstrecke Arches–Saint-Dié nach Saint-Dié            | Bahnstrecke Arches–Saint-Dié nach Saint-Dié            |
| ehemaliger Bahnhof | 54,6 19,3            | Bruyères (Vosges)                                      | 463 m                                                  |
| Strecke |                      | Bahnstrecke Arches–Saint-Dié nach Arches und Épinal    | Bahnstrecke Arches–Saint-Dié nach Arches und Épinal    |

Die Bahnstrecke Mont-sur-Meurthe–Bruyères ist eine ehemalige eingleisige Eisenbahnstrecke in Grand Est in Frankreich. Sie verband die Magistrale Bahnstrecke Paris–Strasbourg mit der Bahnstrecke Arches–Saint-Dié im Süden, die großräumig eine Verbindung zwischen Épinal und Strasbourg herstellte. Heute ist sie vollständig abgebaut.

## Geschichte

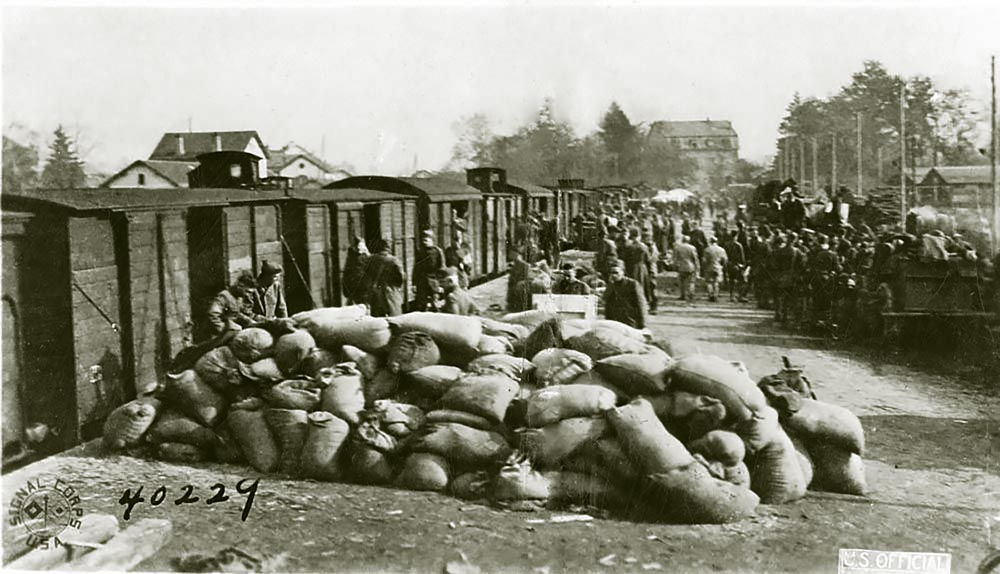
Entladen eines Güterzugs in Rambervillers für die Versorgung der Truppe.

Investor des ersten Abschnitts dieser Strecke war der Belgische Bankier Nicolas Parent-Pécher aus Tournai, der zusammen mit Partnern auch in andere frühe Eisenbahnprojekte Belgiens und Frankreichs richtungsgebend war. Die Konzession für diese Trasse wurde am 7. Dezember 1872 erteilt und am 8. August 1873 für von öffentlichem Interesse erklärt, also auch für den Personenverkehr bestimmt.
Diese Strecke fand mit der Nummer 27 Eingang in den Plan Freycinet, der die Wichtigkeit des Baus bestätigt. Der Plan wurde zum 17. Juli 1879 veröffentlicht. Im Ersten Weltkrieg wurde die Infrastruktur dieser Strecke für militärische Zwecke genutzt.
| Datum             | Abschnitt                    |
| ----------------- | ---------------------------- |
| 8. August 1873    | Lunéville–Gerbéviller        |
| 21. August 1882   | Gerbéviller–Bruyères         |
| 28. Oktober 1882  | Mont-sur-Meurthe–Gerbéviller |
| 10. Oktober 1902  | Rambervillers–Bruyères       |
| 28. Dezember 1911 | Gerbéviller–Rambervillers    |

Der Personenverkehr zwischen Rambervillers und Gerbéviller wurde 1969: S. 265, die übrige Strecke 1980 eingestellt, der Güterverkehr 1988.: S. 288 Heute erinnern lediglich einzelne Bahnhöfe und Streckenposten an diese schwerfällig gebaute Strecke.